# Vapreotide
Il vapreotide è un peptide analogo della somatostatina. È utilizzato nel sanguinamento da varici esofagee in pazienti con cirrosi epatica e nella diarrea AIDS-correlata.
È commercializzato da H3 Pharma Inc. come Sanvar.